# Teo Torriatte (Let Us Cling Together)
Teo Torriatte (Let Us Cling Together) è un singolo del gruppo musicale britannico Queen, pubblicato il 21 marzo 1977 come terzo estratto dal quinto album in studio A Day at the Races.

## Descrizione
Interamente scritto dal chitarrista Brian May, il brano è la traccia conclusiva dell'album nonché uno dei quattro unici brani dove è presente un verso in lingua non inglese (le altre sono Bohemian Rhapsody, Mustapha e Las Palabras de Amor). Infatti nel brano sono presenti due ritornelli in lingua giapponese.

## Promozione
Teo Torriatte (Let Us Cling Together) è stato commercializzato nel solo Giappone con al proprio interno un altro brano tratto da A Day at the Races, Good Old-Fashioned Lover Boy.
Il brano sarà cantato anche nei concerti live della band nel paese del Sol Levante, ed è inclusa anche nell'ultimo DVD con Paul Rodgers: "Super Live In Japan" del 2005.

## Cover
Una cover di questa canzone è stata pubblicata da Andre Matos come bonus track della versione giapponese del suo secondo album solista, Mentalize.

## Tracce
Teo Torriatte scritta de Brian May, Good Old-Fashioned Lover Boy scritta de Freddie Mercury.
Lato A
1. Teo Torriatte (Let Us Cling Together) – 4:55

Lato B
1. Good Old-Fashioned Lover Boy – 2:53